# Caminho de Ferro do Pinhal de Leiria
O Caminho de Ferro do Pinhal de Leiria, igualmente conhecido como Comboio de Lata, foi uma rede ferroviária no concelho de Marinha Grande, que servia o Pinhal de Leiria, em Portugal.

## Descrição
O caminho de ferro era de via estreita, utilizado o sistema Decauville. Tinha um rede com cerca de 30 Km de comprimento, circulando principalmente no Pinhal de Leiria, e parcialmente no interior da Marinha Grande. Servia principalmente para o transporte de mercadorias, como madeira, pedra e areia, mas também era utilizado pelas populações no acesso à praia ou ao pinhal, especialmente no feriado municipal, coincidente com a Festa da Ascensão.
Utilizava locomotivas a vapor alimentados a lenha, sendo o material apelidado de comboio de lata pela população, devido às suas reduzidas dimensões, aludindo aos comboios de brinquedo, construídos em metal. Era gerido pela Administração das Matas.

## História

### Antecedentes
Na década de 1850, o engenheiro francês Wattier foi encarregado de estudar os vários traçados possíveis para as linhas férreas de Lisboa até ao Porto e à fronteira com Espanha, tendo apresentado como uma das alternativas a passagem por Leiria, de forma a desenvolver o aproveitamento comercial do Pinhal de Leiria, que era mal servido pelo Porto da Figueira da Foz. Esta solução não foi aceite, tendo em vez disso a Linha do Norte sido construída ao longo do interior do país.
O primeiro caminho de ferro na região foi a Linha do Oeste, cujo lanço entre Torres Vedras e Leiria abriu à exploração em 1 de Agosto de 1887.

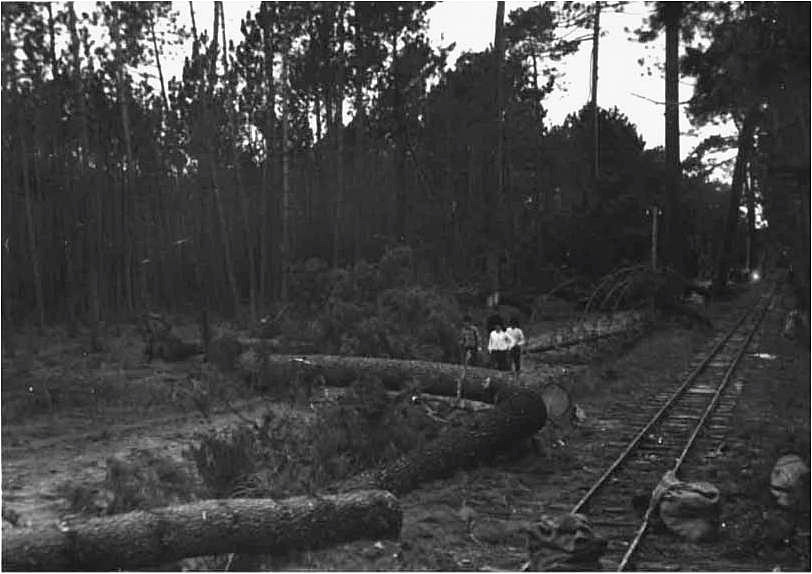
Efeitos de uma tempestade de Inverno em 1941 no Pinhal de Leiria, vendo-se um troço do caminho de ferro.

### Construção e funcionamento
O caminho de ferro do Pinhal de Leiria foi construído por iniciativa de António Mendes de Almeida, uma das principais figuras dos Serviços Florestais portugueses, criados em 1886. A circulação terminou em 1965. Em 1923 entrou ao serviço pelo menos uma locomotiva a vapor, que funcionou durante cerca de 42 anos, até ao final da linha.

### Recuperação
Em 1996, a Junta de Freguesia da Marinha Grande fez obras de restauro numa das locomotivas, que estava em São Pedro do Moel, tendo-a depois colocado em exposição na Feira de Artesanato e Gastronomia do concelho.
No século XXI, ressurgiu o interesse em recuperar parcialmente o Caminho de Ferro do Pinhal de Leiria, principalmente por parte da Câmara Municipal da Marinha Grande. Em Outubro de 2011, a autarquia da Marinha Grande organizou o passeio pedestre Percurso PR1 Trilho da Antiga Linha do Comboio de Lata, em São Pedro de Moel, com cerca de 6,4 km de extensão. Em 2 de Abril de 2015, o Jornal da Marinha Grande relatou que a Associação Amigos do Comboio de Lata tinha lançado uma petição para pedir a reinstalação do caminho de ferro, destacando a sua importância para a história da Marinha Grande. No Verão de 2018, o município anunciou a realização de vários investimentos estruturais para o resto do ano, tendo a recuperação do antigo caminho de ferro sido considerada uma das prioridades. Em 9 de Janeiro de 2019, o periódico Região de Leiria noticiou que a autarquia da Marinha Grande tinha contratado, em Dezembro de 2018, uma empresa para estudar a instalação de uma linha turística entre São Pedro de Moel e a Marinha Grande. O município também adquiriu uma das antigas locomotivas do caminho de ferro, a n.º 2.
Em Maio de 2019, o Centro de Recursos para a Inclusão Digital da Escola Superior de Educação e Ciências Sociais do Politécnico de Leiria lançou o livro infantil Comboio de lata, sobre o caminho de ferro do Pinhal de Leiria.